# Live in London (álbum de Regina Spektor)
Live in London es un álbum en directo de 2010 de Regina Spektor que compila veintidós canciones de sus anteriores álbumes de estudio: Songs (2002), Soviet Kitsch (2004), Begin to Hope (2006) y Far (2009), que la cantante interpretó en un concierto en el Hammersmith Apollo en Londres, Reino Unido, en diciembre de 2009 durante su gira para promocionar Far. Las pistas «Silly Eye-Colour Generalizations», «Love, You're a Whore» y «Bobbing for Apples» si bien no eran inéditas y Spektor ya las había interpretado en conciertos en el pasado, fueron registradas por primera vez en este trabajo discográfico.
Se lanzó a la venta en los formatos de CD para el audio, acompañado de un DVD o Blu-ray para el material audiovisual. La dirección de video corrió por cuenta de la cineasta Adria Petty, quien ya había trabajado con Spektor para realizar videoclip del sencillo «Laughing With» en 2009. También se comercializó en vinilo y habilitó para descarga digital.

## Lista de canciones y videos
Todas las canciones escritas y compuestas por Regina Spektor. 
| CD  |                                   |                                                             |          |  |
| N.º | Título                            | Álbum original                                              | Duración |  |
| 1.  | «On the Radio»                    | Begin to Hope                                               | 3:07     |  |
| 2.  | «Eet»                             | Far                                                         | 4:01     |  |
| 3.  | «Folding Chair»                   | Far                                                         |          |  |
| 4.  | «Sailor Song»                     | Soviet Kitsch                                               | 3:14     |  |
| 5.  | «Blue Lips»                       | Far                                                         | 3:27     |  |
| 6.  | «Après Moi»                       | Begin to Hope                                               | 4:36     |  |
| 7.  | «Dance Anthem of the 80's»        | Far                                                         | 5:07     |  |
| 8.  | «Silly Eye Color Generalizations» | Inédita                                                     | 2:42     |  |
| 9.  | «Bobbing for Apples»              | Inédita                                                     | 2:22     |  |
| 10. | «Wallet»                          | Far                                                         | 3:51     |  |
| 11. | «Ode to Divorce»                  | Soviet Kitsch                                               | 3:36     |  |
| 12. | «That Time»                       | Begin To Hope                                               | 2:38     |  |
| 13. | «The Calculation»                 | Far                                                         | 2:53     |  |
| 14. | «Machine»                         | Far                                                         | 3:48     |  |
| 15. | «Laughing With»                   | Far                                                         | 3:33     |  |
| 16. | «Man of a Thousand Faces»         | Far                                                         | 3:00     |  |
| 17. | «Hotel Song»                      | Begin To Hope                                               | 3:18     |  |
| 18. | «Us»                              | Soviet Kitsch                                               | 4:03     |  |
| 19. | «Fidelity»                        | Begin To Hope                                               | 3:40     |  |
| 20. | «Samson»                          | Songs / Begin to Hope                                       | 3:06     |  |
| 21. | «The Call»                        | Banda sonora de Las crónicas de Narnia: el príncipe Caspian | 3:09     |  |
| 22. | «Love You're a Whore»             | Inédita                                                     | 3:15     |  |

| Material audiovisual en DVD o Blu-Ray |                                   |          |  |
| N.º                                   | Título                            | Duración |  |
| 1.                                    | «Introducción: November Rain»     | 2:22     |  |
| 2.                                    | «On the Radio»                    | 3:09     |  |
| 3.                                    | «Eet»                             | 3:53     |  |
| 4.                                    | «Laughing With»                   | 3:35     |  |
| 5.                                    | «Folding Chair»                   | 3:27     |  |
| 6.                                    | «Après Moi»                       | 4:45     |  |
| 7.                                    | «Blue Lips»                       | 3:26     |  |
| 8.                                    | «Machine»                         | 4:02     |  |
| 9.                                    | «Dance Anthem of the 80's»        | 4:34     |  |
| 10.                                   | «Silly Eye Color Generalizations» | 3:19     |  |
| 11.                                   | «Wallet»                          | 2:21     |  |
| 12.                                   | «The Calculation»                 | 2:51     |  |
| 13.                                   | «Man of a Thousand Faces»         | 3:17     |  |
| 14.                                   | «That Time»                       | 2:57     |  |
| 15.                                   | «Hotel Song»                      | 3:17     |  |
| 16.                                   | «Sailor Song»                     | 3:06     |  |
| 17.                                   | «Us»                              | 4:33     |  |
| 18.                                   | «Fidelity»                        | 4:01     |  |
| 19.                                   | «Samson»                          | 4:36     |  |
| 20.                                   | «Créditos»                        | 3:36     |  |

| Material audiovisual adicional |                        |          |  |
| N.º                            | Título                 | Duración |  |
| 1.                             | «Bobbing for Apples»   | 2:32     |  |
| 2.                             | «Ode to Divorce»       | 3:47     |  |
| 3.                             | «The Call»             | 3:10     |  |
| 4.                             | «Love, You're a Whore» | 3:33     |  |
| 5.                             | «Soundcheck»           | 1:28     |  |
| 6.                             | «A Daniel Cho»         | 1:30     |  |

- Fuentes:Discogs[1]